# Martwy kod

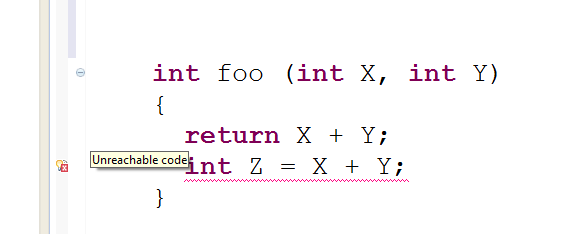
Zrzut ekranu środowiska Eclipse 4.2 pokazujący błąd martwego kodu.

Martwy kod (ang. dead code) to fragment kodu programu, który nigdy nie zostanie wykonany.
Ten sam termin jest również wykorzystywany jako określenie kodu, który wykonuje się, jednak nie przynosi żadnych efektów.

## Przykład wC++
```
#include
 
<cstdio>

 
int
 
main
()

 
{

   
return
 
0
;

   
printf
(
"Ta instrukcja jest nieosiągalna, na co kompilator powinien zwrócić uwagę."
);

 
}

```

## Przykłady wPHP
Przykład 1:
```
<?php

exit
;

echo
 
'To nie zostanie wyświetlone.'
;

```

Przykład 2:
```
<?php

$zmienna
 
=
 
true
;

$zmienna2
 
=
 
$zmienna
 
===
 
true
 
?
 
true
 
:
 
false
;

/* Jeśli $zmienna to bool(true) przypisz bool(true) inaczej bool(false),

   podczas gdy operator identyczności(===) sam konwertuje wynik operacji na typ bool.

   Czyli mamy martwy kod, bo to samo można osiągnąć przy zapisie: $zmienna2 = $zmienna === true;

*/

```